# Galina Savinkova
Galina Savinkova (rusko Галина Савинкова), ruska atletinja, * 15. julij 1953, Sovjetska zveza.
Ni nastopila na poletnih olimpijskih igrah. Na evropskih prvenstvih je osvojila bronasto medaljo v metu diska leta 1982. 23. maja 1983 je postavila svetovni rekord v metu diska s 73,26 m, veljal je do avgusta 1984. 